# قطب جنوب

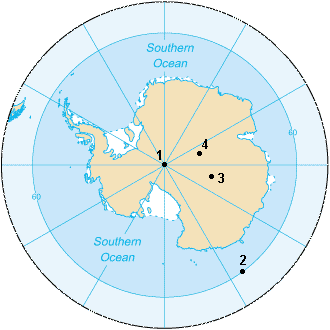
۱. قطب جنوب جغرافیایی ۲. قطب جنوب مغناطیسی (۲۰۰۷) ۳. قطب جنوب ژئومگنتیکی (۲۰۰۵) ۴. قطب جنوب دسترس‌ناپذیر

قطب جنوب یا قطب جنوب جغرافیایی یا ۹۰ درجه جنوبی، جنوبی‌ترین نقطه زمین است و در سمت مخالف زمین نسبت به نقطه قطب شمال قرار دارد. قطب جنوب در همه جهات در فاصله ۲۰۰۰۴ کیلومتری (۱۲۴۳۰ مایلی) قطب شمال قرار دارد. قطب جنوب یکی از دو قطب جغرافیایی است که محور چرخش زمین ارتباط سطح آن را قطع می‌کند.
قطب جنوب در قاره جنوبگان واقع شده و ایستگاه قطب جنوب آمونسن–اسکات متعلق به ایالات متحده آمریکا در این نقطه قرار دارد. این ایستگاه پژوهشی در سال ۱۹۵۶ تأسیس شد و از همان سال به صورت دائمی مشغول به کار است.
قطب جنوب جغرافیایی با قطب جنوب  مغناطیسی که موقعیت آن بر اساس میدان مغناطیسی زمین تعریف می‌شود، تفاوت دارد. قطب جنوب مرکز نیم‌کره جنوبی محسوب می‌شود.

## جغرافیا

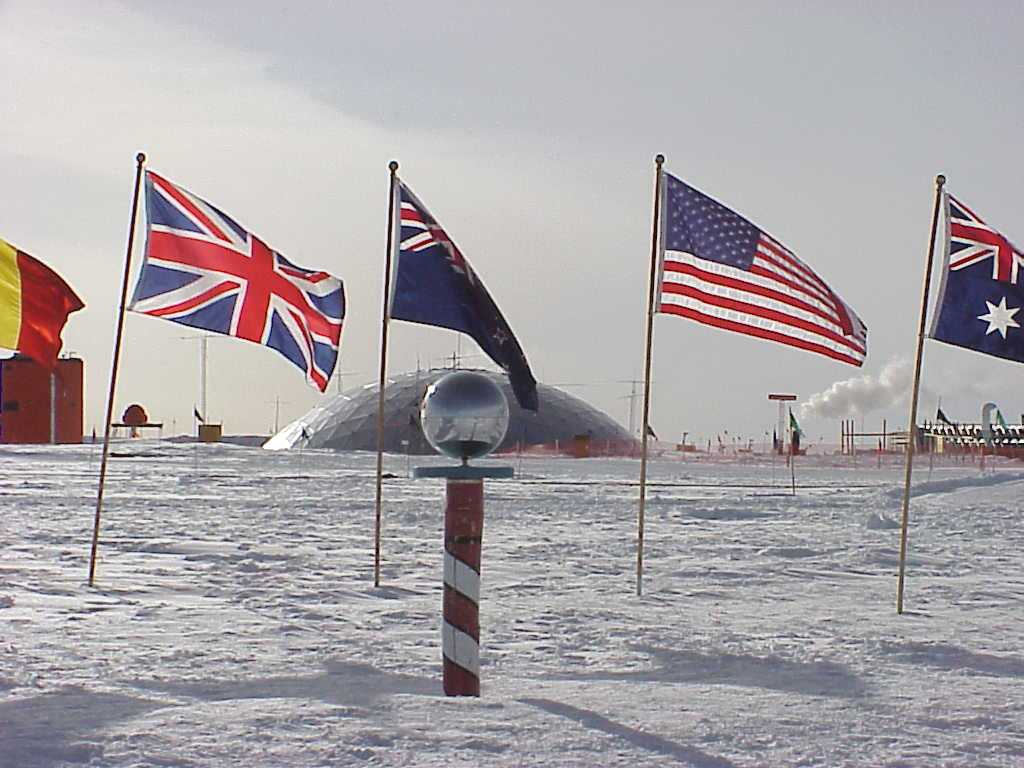
نشانگر قطب جنوب در سال ۱۹۹۸.

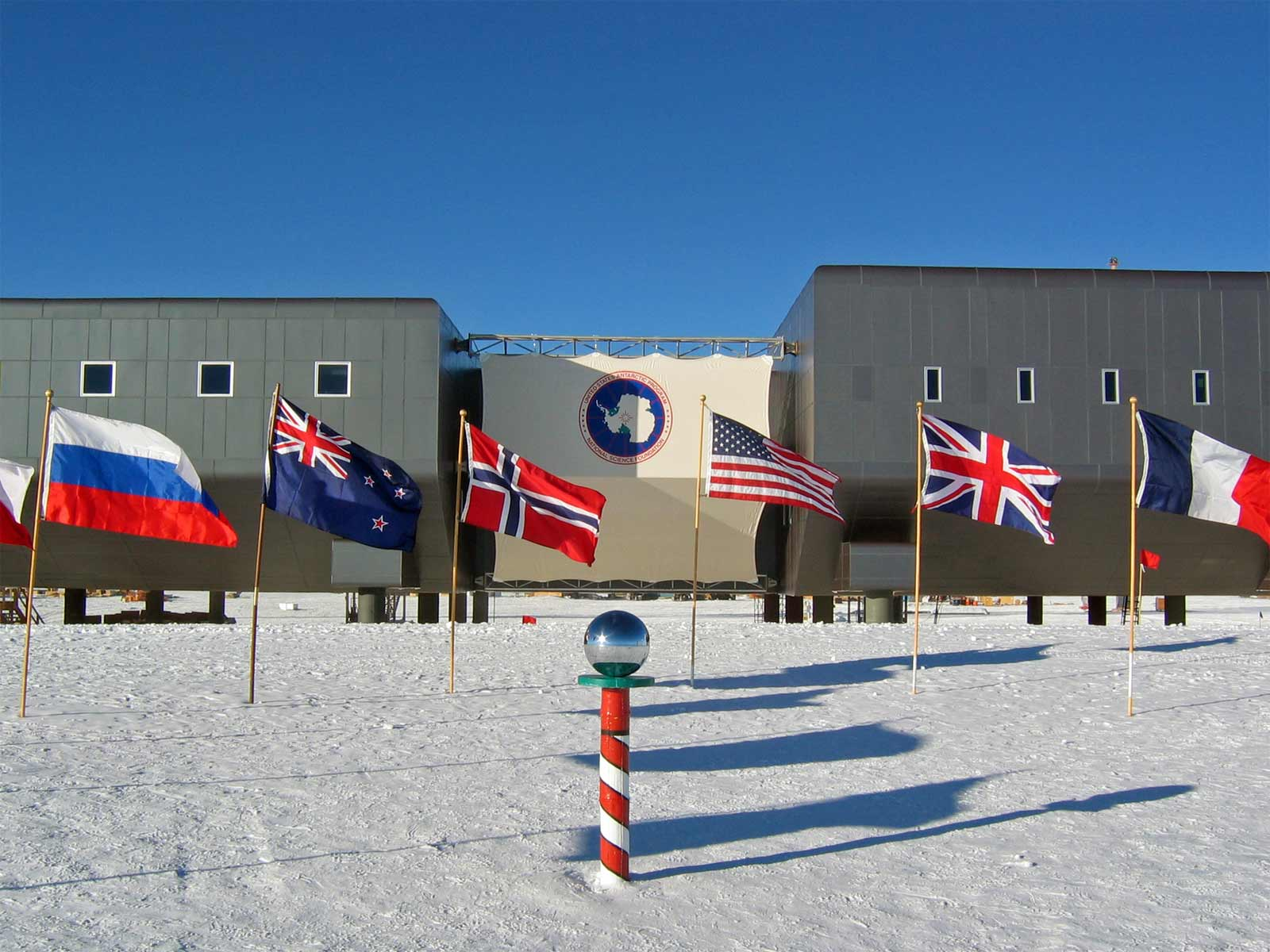
نشانگر قطب جنوب در فوریه ۲۰۰۸.

در بیشتر موارد، قطب جنوب جغرافیایی به عنوان نقطه جنوبی از دو نقطه‌ای تعریف می‌شود که در آن محور گردش زمین، سطح آن را قطع می‌کند (نقطه دیگر، قطب شمال جغرافیایی است). با این حال، محور چرخش زمین در واقع در معرض «تکان‌های» بسیار کوچکی به نام حرکت قطبی است، بنابراین این تعریف از قطب جنوب برای کار بسیار دقیق کافی نیست.
مختصات جغرافیایی قطب جنوب معمولاً به صورت ۹۰ درجه جنوبی بیان می‌شود، زیرا طول جغرافیایی این نقطه از نظر هندسی تعریف نشده و نامربوط است. هنگامی که طول جغرافیایی قطب جنوب مورد نظر باشد، ممکن است به عنوان ۰ درجه داده شود. در نقطه قطب جنوب، همه جهات رو به شمال است. به همین دلیل، جهت‌ها در قطب نسبت به «شبکه شمال» داده شده است که در امتداد نصف‌النهار مبدأ (گرینویچ)، از نقطه قطب به سمت شمال می‌رود. از نقطه قطب جنوب و در امتداد مدارهای دایره‌ای عرض جغرافیایی، حرکت ساعت‌گرد شرق جغرافیایی و حرکت پادساعت‌گرد جهت غرب را نشان می‌دهد که برخلاف قطب شمال است.
قطب جنوب جغرافیایی اکنون در قاره جنوبگان قرار دارد، اگرچه به دلیل رانش قاره‌ای در تمام تاریخ زمین اینطور نبوده است. نقطه قطب جنوب بر فراز یک فلات بدون عارضه، بایر، بادگیر و یخی در ارتفاع ۲۸۳۵ متری (۹۳۰۱ فوت) از سطح دریا قرار دارد و در فاصله حدود ۱۳۰۰ کیلومتری (۸۱۰ مایل) از نزدیک‌ترین دریای آزاد در خلیج نهنگ‌ها واقع شده است. ضخامت یخ در قطب حدود ۲۷۰۰ متر (۸۹۰۰ فوت) تخمین زده می‌شود، بنابر این سطح خشکی موجود در زیر ورقه یخی قطب جنوب در واقع نزدیک به سطح دریای آزاد است.
یخسار قطبی با سرعت تقریباً ۱۰ متر (۳۳ فوت) در سال در جهتی بین ۳۷ درجه و ۴۰ درجه غرب شبکه شمالی به سمت دریای ودل حرکت می‌کند؛ بنابراین، موقعیت ایستگاه ساخته شده بر روی نقطه قطب و سایر ویژگی‌های مصنوعی نسبت به قطب جغرافیایی به تدریج در طول زمان تغییر می‌کند.

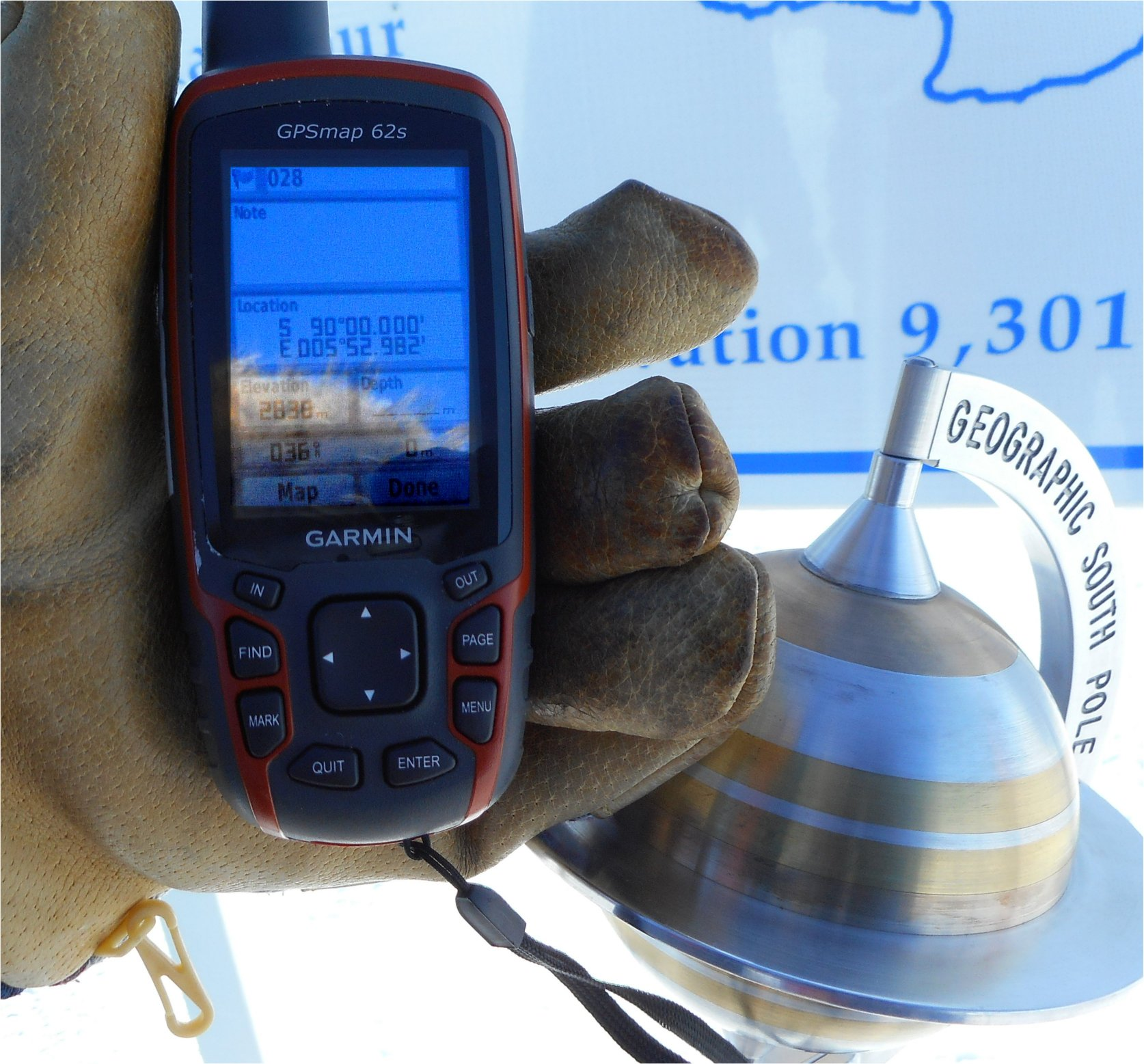
گیرنده GPS گارمین که ۹۰ درجه جنوبی یا قطب جنوب را نشان می‌دهد.

قطب جنوب جغرافیایی با میله‌ای در یخ در کنار یک علامت کوچک مشخص شده است. این علایم هر سال در مراسمی در روز سال نو برای جبران حرکت یخ و تصحیح موقعیت نقطه قطب نسبت به این حرکت جابه‌جا می‌شود. این علامت تاریخ‌های رسیدن روئال آمونسن و رابرت فالکون اسکات به قطب، سپس از آن یک نقل‌قول کوتاه از آن دو را ثبت کرده و ارتفاع «۹٬۳۰۱ پایی» را نشان می‌دهد. هر سال یک میله علامت جدید توسط کارکنان ایستگاه طراحی و ساخته می‌شود.

## اکتشاف

### پیش از سال ۱۹۰۰ میلادی
در سال ۱۸۲۰، تعداد متعددی از گروه‌های اکتشاف ادعا کردند که اولین گروهی بوده‌اند که به قاره جنوبگان رسیده‌اند. اولین آن‌ها یک گروه روسی بود.
گفتنی است که جغرافیای سواحل قاره جنوبگان تا اواسط قرن ۱۹ میلادی هنوز ناشناخته بود. چالرز ویلکز افسر نیروی دریایی آمریکا به‌درستی مدعی شد که قطب جنوب قاره‌ای جدید است. او طی سال‌های ۱۸۳۹–۴۳ تلاش کرد که تا قطب جنوب را دریانوردی کند که البته ناموفق بود.

### سال‌های ۱۹۰۰–۱۹۵۰
اولین تلاش برای یافتن یک مسیر از کناره‌های ساحلی قاره جنوبگان به نقطه قطب جنوب توسط اکتشاف گر انگلیسی به نام رابرت فالکون اسکات در سال‌های ۱۹۰۱–۱۹۰۴ انجام شد. اسکات همراه با ارنست شاکلتون و ادوارد آدریان ویلسون اکتشافی را با قصد سفر به جنوبی‌ترین نقطه آغاز کردند. آن‌ها در ۳۱ دسامبر ۱۹۰۲ به نقطه ۸۲ درجه ۲۳ ثانیه جنوبی رسیدند. شاکلتون بعداً دوباره به عنوان رهبر یک گروه انگلیسی به جنوبگان برگشت تا دوباره برای رسیدن به نقطه قطب جنوب تلاش کند. در ۹ ژانویه ۱۹۰۹ آن‌ها به نقطه ۸۸ درجه و ۲۳ ثانیه جنوبی رسیدند. این نقطه تقریباً ۱۱۲ مایل با قطب جنوب فاصله داشت.
اولین کسانی که به نقطه قطب جنوب جغرافیایی رسیده‌اند، روئال آموندسن نروژی و گروهش بودند. آن‌ها در ۱۴ دسامبر ۱۹۱۱ به قطب جنوب رسیدند. اسکات به همراه ۴ نفر دیگر نیز در مسابقه‌ای با آموندسن برای رسیدن به قطب جنوب تلاش کردند و ۳۴ روز دیرتر یعنی در ۱۴ ژانویه ۱۹۱۲ به قطب جنوب رسیدند. آن‌ها در راه بازگشت بخاطر گرسنگی و سرمای طاقت فرسا جان خود را از دست دادند.
در ۲۹ نوامبر ۱۹۲۸ دو افسر نیروی دریایی آمریکا، آدمیرال ریچارد برد و کمک خلبانش برنت بالچن اولین کسانی بودند که بر فراز قطب جنوب پرواز کردند.
- این قاره یخ زده برای درک نحوه عملکرد آن و تأثیر بر آن اهمیت دارد. قطب جنوب به دلیل تأثیر زیادی که برآب و هوای زمین و سیستم‌های اقیانوسی دارد برای ما اهمیت دارد

قطب جنوب مهم‌ترین آزمایشگاه طبیعی جهان است
سالانه حدود ۳۰۰۰۰ نفر از قطب جنوب دیدن می‌کنند قطب جنوب آخرین بیابان بزرگ جهان است اکثر تحقیقات علمی بریتانیا در قطب جنوب در ۶۰ سال گذشته بود.
قطب جنوب سردترین، بادخیزترین، کم جمعیت‌ترین، قاره جهان است سرعت باد در قطب جنوب ۳۵۱ کیلومتر در ساعت است. ضخیم‌ترین یخ قطب جنوب در گنبد است به عمق ۴٬۸ کیلومتر تقریباً به اندازه ارتفاع کوه‌های آلپ. بزرگ‌ترین کوه یخی ۱۱۵ کیلومتر طول داشت به اندازه کوه جاماییکا!
قطب جنوب میلیون‌ها سال پیش به قاره استرالیا پیوسته بود. قطب جنوب از ۳ لایه یخی مختلف تشکیل شده است که در طی میلیون‌ها سال ایجاد شده و ۷۰درصدذاب شیرین جهان رو ذخیره می‌کنید.
قطب جنوب از ۳ ورقه یخی تشکیل شده است (شبه جزیره قطب جنوب، صفحه یخی قطب جنوب غربی، صفحه یخی شرق قطب جنوب)

## آب‌وهوا و روز و شب
قطب جنوب بیابانی است که متوسط بارش سالانه آن فقط ۱۶۶ میلی‌متر می‌باشد.
| داده‌های اقلیم قطب جنوب            | داده‌های اقلیم قطب جنوب | داده‌های اقلیم قطب جنوب | داده‌های اقلیم قطب جنوب | داده‌های اقلیم قطب جنوب | داده‌های اقلیم قطب جنوب | داده‌های اقلیم قطب جنوب | داده‌های اقلیم قطب جنوب | داده‌های اقلیم قطب جنوب | داده‌های اقلیم قطب جنوب | داده‌های اقلیم قطب جنوب | داده‌های اقلیم قطب جنوب | داده‌های اقلیم قطب جنوب | داده‌های اقلیم قطب جنوب |
| ماه                               | ژانویه                 | فوریه                  | مارس                   | آوریل                  | مه                     | ژوئن                   | ژوئیه                  | اوت                    | سپتامبر                | اکتبر                  | نوامبر                 | دسامبر                 | سال                    |
| --------------------------------- | ---------------------- | ---------------------- | ---------------------- | ---------------------- | ---------------------- | ---------------------- | ---------------------- | ---------------------- | ---------------------- | ---------------------- | ---------------------- | ---------------------- | ---------------------- |
| سابقهٔ بیش‌ترین °C (°F)             | −۱۴ (۷)                | −۲۰ (−۴)               | −۲۶ (−۱۵)              | −۲۷ (−۱۷)              | −۳۰ (−۲۲)              | −۳۱ (−۲۴)              | −۳۳ (−۲۷)              | −۳۲ (−۲۶)              | −۲۹ (−۲۰)              | −۲۹ (−۲۰)              | −۱۸ (۰)                | −۱۲٫۳ (۱۰)             | −۱۲٫۳ (۱۰)             |
| میانگین بیش‌ترین °C (°F)           | −۲۵٫۹ (−۱۵)            | −۳۸٫۱ (−۳۷)            | −۵۰٫۳ (−۵۹)            | −۵۴٫۲ (−۶۶)            | −۵۳٫۹ (−۶۵)            | −۵۴٫۴ (−۶۶)            | −۵۵٫۹ (−۶۹)            | −۵۵٫۶ (−۶۸)            | −۵۵٫۱ (−۶۷)            | −۴۸٫۴ (−۵۵)            | −۳۶٫۹ (−۳۴)            | −۲۶٫۵ (−۱۶)            | −۴۶٫۳ (−۵۱)            |
| میانگین کم‌ترین °C (°F)            | −۲۹٫۴ (−۲۱)            | −۴۲٫۷ (−۴۵)            | −۵۷٫۰ (−۷۱)            | −۶۱٫۲ (−۷۸)            | −۶۱٫۷ (−۷۹)            | −۶۱٫۲ (−۷۸)            | −۶۲٫۸ (−۸۱)            | −۶۲٫۵ (−۸۰)            | −۶۲٫۴ (−۸۰)            | −۵۳٫۸ (−۶۵)            | −۴۰٫۴ (−۴۱)            | −۲۹٫۳ (−۲۱)            | −۵۲٫۰ (−۶۲)            |
| سابقهٔ کم‌ترین °C (°F)              | −۴۱ (−۴۲)              | −۵۷ (−۷۱)              | −۷۱ (−۹۶)              | −۷۵ (−۱۰۳)             | −۷۸ (−۱۰۸)             | −۸۲ (−۱۱۶)             | −۸۰ (−۱۱۲)             | −۷۷ (−۱۰۷)             | −۷۹ (−۱۱۰)             | −۷۱ (−۹۶)              | −۵۵ (−۶۷)              | −۳۸ (−۳۶)              | −۸۲٫۸ (−۱۱۷)           |
| میانگین روزانه ساعت‌های تابش آفتاب | ۵۵۸                    | ۴۸۰                    | ۲۱۷                    | ۰                      | ۰                      | ۰                      | ۰                      | ۰                      | ۶۰                     | ۴۳۴                    | ۶۰۰                    | ۵۸۹                    | ۲٬۹۳۸                  |
| منبع شماره ۱:                     |                        |                        |                        |                        |                        |                        |                        |                        |                        |                        |                        |                        |                        |
| منبع شماره ۲: Cool Antarctica     |                        |                        |                        |                        |                        |                        |                        |                        |                        |                        |                        |                        |                        |